# أندرو فوستر
أندرو فوستر هو سياسي كندي، ولد في 12 أكتوبر 1870، وتوفي في 1956.